# Voie des Saulniers
 (septembre 2019).
Si vous disposez d'ouvrages ou d'articles de référence ou si vous connaissez des sites web de qualité traitant du thème abordé ici, merci de compléter l'article en donnant les références utiles à sa vérifiabilité et en les liant à la section « Notes et références ».
Une voie des saulniers est un axe de transport du sel antique, qui a pu être usité pour franchir des massifs montagneux jusqu'à des dates modernes en Europe occidentale. Le sel est un aliment et une denrée vitale pour les hommes et les animaux. Les saulniers désignent en ancien français les marchands de sel et aussi parfois les maîtres contrôlant l'extraction dans le cas d'un gisement de sel minéral.
À l'époque romaine, les vieux chemins du sel des premières civilisations des métaux semblent en partie avoir repris par plusieurs via salinatorum rectilignes, qui alimentaient les principales garnisons, proches des domaines urbains du limes du rhénan à partir des salins maritimes. À l'époque carolingienne, les routes du sel peuvent emprunter tout ou partie des différents itinéraires antiques, coupant au besoin pour gagner une destination recherchée ou une source de sel terrestre, remise en exploitation.
À partir du XIIIe siècle jusqu'à l'époque moderne, conservation et reprise systématique de parties de tronçons d'origines diverses, et favorisant un commerce local plus varié, a influencé la vie économique générale et les échanges de contrées montagnardes. Aussi délaissant l'étude générale du transport du sel à travers les voies des Saulniers ouvrent une singulière compréhension de l'histoire et de l'économie des contrées montagnardes.
Il en est ainsi de la voie des Saulniers dans les Vosges entre Alsace et Lorraine reliant la vallée de la  Meurthe entre Étival et le Val de Villé qui constitue une voie d'échanges et de passage entre les deux versants du massif vosgien traçant une voie de pénétration vers des contrées plus retirées.
D'autres "chemins des Saulniers" existent à divers endroits, par exemple deux ont été identifiés en Ille-et-Vilaine, utilisés de manière souvent clandestine par des contrebandiers, pour transporter du sel depuis la Bretagne, exempte de gabelle, vers le Maine et l'Anjou.

## Un vieux tracé romain
Le tracé de la via salinatorum n'est qu'en partie reconstitué par les archéologues. Une fraction de modestes tronçons rectilignes a été soit préservée soit, le plus souvent, répertoriée dans la littérature lorsqu'ils ont été (re)découverts. L'axe orienté relie l'antique carrefour de voies gallo-romaines, Grand à l'antique port rhénan, Rhinau. Les points de repères qui ont servi à son édification par visée simple au théodolite sont toujours prestigieux : Ungersberg à partir d'Epfig ou de la plaine d'Alsace, Climont, Ormont, côtes du Répy dans le massif des Vosges, la colline de Sion au loin en plaine lorraine et ses promontoires méridionaux à proximité.

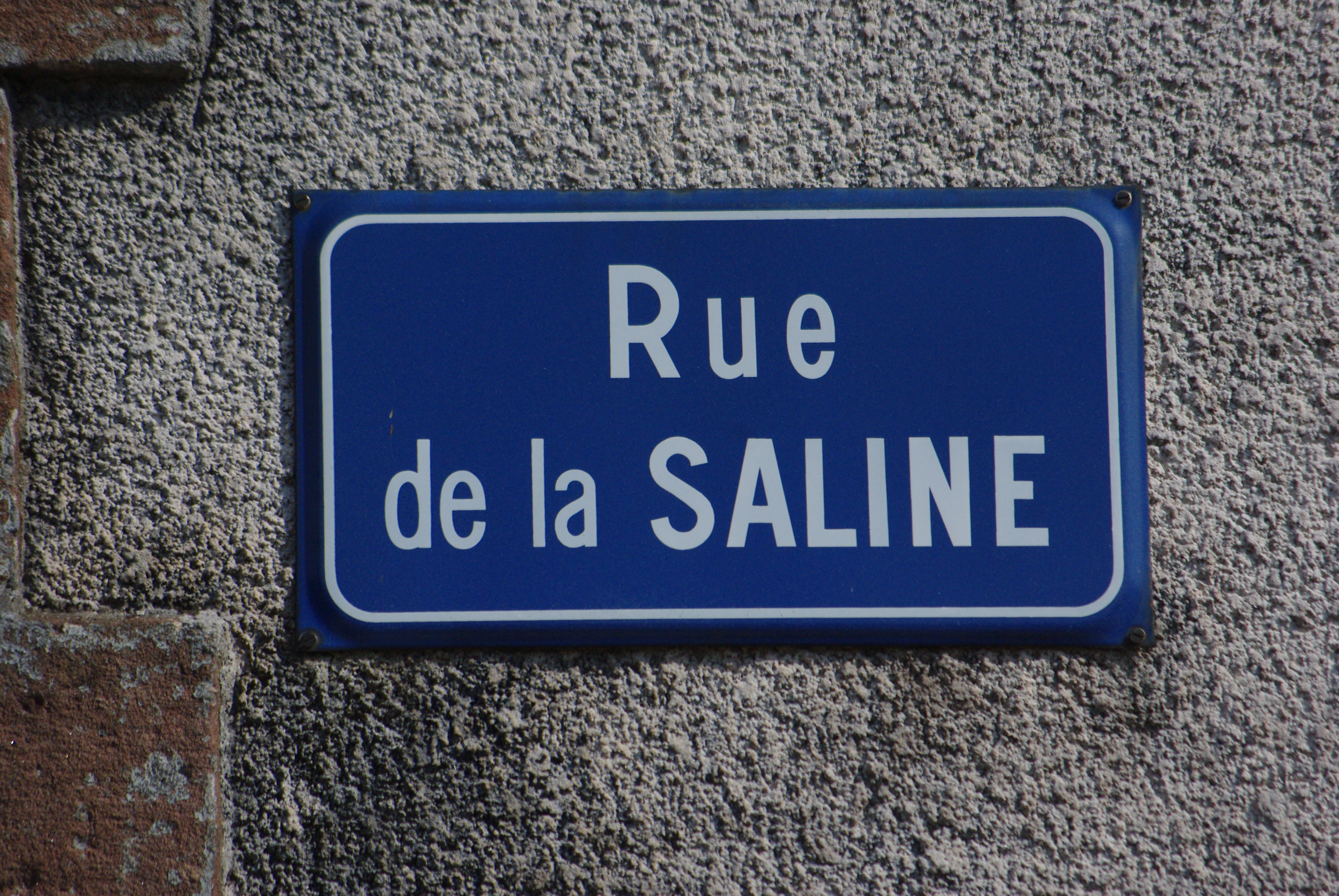
Plaque de rue du hameau de St-Blaise à Moyenmoutier (Vosges), vestige mémoriel de l'antique Via Salinatorium.

Le tracé de cette voie secondaire relie le territoire des Belges Leuques à une fraction méridionale de la Germanie. L'autorité romaine a très tôt perçu la parenté des populations de part et d'autre du petit massif des Vosges. Vers 80-90, elle a chargé la légion de cette tâche, employant une main d'œuvre d'esclaves et sans doute foules d'artisans eux-mêmes esclaves ou associés. Le tracé prévu, peut-être pas toujours réalisé, peut être reconstitué à partir des éléments cités. Il passe en particulier par les communes actuelles de Rhinau, Epfig, Nothalten par Zell, Albé par Albéville sous l'Ungersberg, Saint-Martin, Maisonsgoutte, Steige, Bourg-Bruche, Saales, La Grande-Fosse, Ban-de-Sapt, Moyenmoutier, Étival-Clairefontaine, Ménil-sur-Belvitte, Anglemont, Roville-aux-Chênes, Charmes, Hergugney, Fraisnes-en-Saintois, Vicherey, Aouze, Attignéville, Midrevaux, Grand. Notons que la voie romaine dégage un espace de passage strictement sous égide militaire, vide de toutes constructions, observé et protégé par un maillage de castrum ou châteaux. La voie éloigne toute construction superflue, confisque les terres proches à son usage, massacre les forêts voisines ou éradique les points d'embuscade. Elle cantonne les habitats-relais à des distances normalisées. Mais sur de larges bandes latérales, ses gardiens tolèrent le portage des denrées secondaires sur lesquelles ils prélèvent des taxes.
Il n'est pas toujours rectiligne et s'adapte au terrain traversé. De multiples déviations, doublements et ramifications, ainsi que des captations ont favorisé des jonctions, sans doute au profit d'agglomérations excentrées. Ce réseau a contribué à détourner ou déformer le tracé initial, parfois quelques décennies après la construction. Il est fort possible que les travaux ultérieurs aient autant remédié aux défectuosités apparues sur le parcours initial, central ou latéral, qu'à l'intérêt de capter une partie du flux des échanges latéraux à ces voies.

## Le flou des appellations historiques
Au Bas-Empire romain, le réseau de ramification est tellement dense et divers que le terme salinaria n'est réservé qu'aux portions de fort trafic et d'importance politique. Il désigne la voie des soldats et des marchands. Même avec le déclin de l'autorité impériale, cet espace de circulation reste à la fois attractif et dangereux. L'attraction s'explique par les bonnes affaires possibles, par la solvabilité des marchands et transporteurs en cas de services à leur rendre. L'effet répulsif existe par la convoitise, la maraude ou pire le passage d'armée en guerre. Ces lieux, parfois très fréquentés en saison, restent donc souvent déserts. Pendant les périodes finales du Bas-Empire, alors que les campagnes sont moins peuplées et les voies peu entretenues, les groupes germains qui migrent de cité en cité s'émerveillent de ces constructions gigantesques. À l'instar des menhirs ou dolmens dénudés, ils ne peuvent que les attribuer à des géants lointains ou à la déesse ailée qui ouvre la voie aux chars des Dieux, Brunnhylde. C'est ainsi que l'appellation de chaussée Brunehaut incite fallacieusement à attribuer la réfection des vieux chemins romains à la reine austrasienne, veuve de Sigebert Ier d'Austrasie, l'autoritaire Brunehaut, épouse et ennemie jurée de la neustrienne Frédégonde.
Il existe une multitude de lieux sacrés, ainsi que, sur le court parcours vosgien préservé, des abbayes prestigieuses dont le rayonnement progresse au XIe siècle à proximité de la voie des Saulniers. Ainsi les abbayes de Saint-Pierre d'Étival, de Moyenmoutier, de Honcourt, d'Andlau, d'Ebersmunster.

## Un inexorable déclin de la fonction routière
L'historien constate ainsi à proximité de la voie une densité précoce d'habitats groupés et de carrières, la permanence de services hôteliers ou de réparations qui ont pérennisé la fonction de relais routiers. Plus tard, un intense échange religieux, des intérêts politiques et commerciaux réciproques se maintiennent et incitent à la solidarité ou à un interventionnisme brutal.